# Francisco Javier de Nebra
Francisco Javier Ignacio Benito (de) Nebra Blasco (Calataiud, 16 d'abril, 1705 - Conca, 4 de juliol, 1741), fou un organista i compositor espanyol.

## Biografia
Fill de José Antonio de Nebra Mezquita, organista de la col·legiata de Santa María de Calatayud i més tard de la catedral de Conca, va tenir dos germans músics famosos, José i Joaquín Ignacio de Nebra. Es va educar al Col·legi de Sant Josep de Conca, sota la direcció del seu pare i del mestre de capella Julián Martínez Díaz. El col·legi es trobava al costat del claustre de la catedral, en el que ara és l'Hostatgeria de Sant Josep.

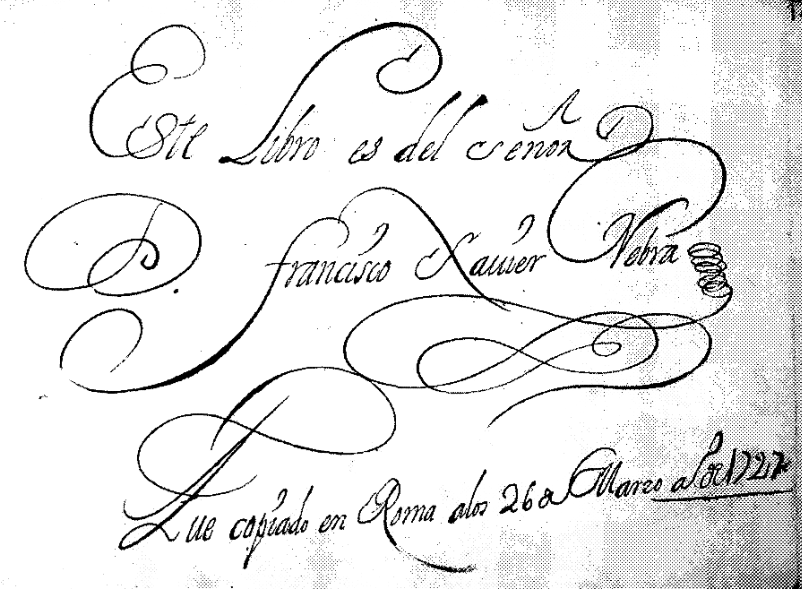
«Aquest llibre és del senyor Sr. Francisco Xavier Nebra. Va ser copiat a Roma als 26 de Març de 1727» Text inclòs en la còpia a mà de Suites de pièces pour le clavecin.

El 14 d'agost de 1727, als 23 anys, va succeir com a organista de la catedral de la Seo a Miguel Soriano. Durant aquest temps va adquirir una còpia realitzada a Roma a mà d'una secció del Suites de pièces pour le clavecin (Londres, 1720), que contenia una col·lecció de vuit grans suites per a clau de Händel. No se sap si Francisco Javier va anar a Roma a completar la seva formació, abans de convertir-se en organista, i va copar allà el llibre, o si el va adquirir a través d'alguns contactes romans que se'l van enviar. El llibre es conserva a la Catedral de Saragossa.
El lloc el mantindria fins al 4 de novembre de 1729, moment en què el va succeir Andrés de Sola. El seu pare havia deixat vacant el càrrec de primer organista per convertir-se en mestre de capella, per la qual cosa va trucar al seu fill per ocupar el càrrec d'organista que deixava lliure. Aquest 4 de novembre, el capítol metropolità li donava la llicència «perquè admeti la plaça d'organista a Conca, mestre d'orgue i responsable dels infants del cor, per al consol del seu pare ancià, a qui honora aquell cabildo amb el magisteri de capella», traslladant-se a viure a Conca i convertint-se en l'organista de la catedral.
A Conca es va casar amb Juana Vieco. Francisco Javier Nebra va morir a la mateixa ciutat el 4 de juliol de 1741, als 36 anys. Va ser enterrat a l'església de Sant Pere de Conca.

## Obra
Es conserven a la Catedral de Conca dues obres seves:
- - Villancico a Nostra Senyora de l'Assumpció: Que ascendeix a l'esfera, villancico a vuit veus amb violins, baixó i acompanyament (1731)
  - Lamentació 3a, a duo amb violins i acompanyament.

També se sap que va estrenar el 1739, a Saragossa, una «especiosa festiva aclamació de música en forma d'òpera», interpretada per la capella de la Catedral de Saragossa.L'obra era un encàrrec del capità general d'Aragó, Lucas de Spínola y Spínola, per celebrar el dia del sant de Felip V.